# Olmeca-xicallanca
El pueblo olmeca-xicallanca dominó partes de México central en el periodo epiclásico (posterior al siglo VII), y tuvo su origen en el sur de Veracruz y el occidente de Tabasco. No debe confundirse con la cultura preclásica de los olmecas, aunque es posible que sea originaria del mismo ámbito geográfico.
Su historia es una de las menos  conocidas de Mesoamérica, a pesar de haber constituido uno de los primeros imperios, ya que se les atribuye haber dominado zonas del centro de México hacia el siglo V, con capital en Cacaxtla, cerca de Cholula, para luego desaparecer durante varios cientos de años. Los únicos datos conocidos proceden del códice Historia Tolteca-Chichimeca, de Fernando De Alva Ixtlixóchitl; de la Historia de Tlaxcala, de Diego Muñoz Camargo, y de la obra de Domingo Francisco Chimalpahin Quauhtlehuanitzin. 
Hay más información de su resurgir al final de la época clásica, entre la caída de Teotihuacán y la creación del imperio tolteca, a finales del siglo VIII y principios del IX. No se conocen apenas datos de sus orígenes ni de su lengua, aunque se cree que procedían del Golfo de México. El arqueólogo británico especialista en los mayas John Eric Thompson los asoció con los putun itzaer, mercaderes mayas cuyo punto de partida sería la cuenca del río Usumacinta y especialmente la desembocadura del río Candelaria, en Campeche. Los putun aprovecharían el caos reinante tras la caída de Teotihuacán para adentrarse en el centro de México e instalarse en el valle de Puebla, donde dominaron Cacaxtla y Cholula. El siglo XII fue su mayor época de esplendor, cuando Cholula era su capital. En esa época, grupos de toltecas se instalaron en la región y aceptaron el gobierno reinante. En el siglo XIII fueron finalmente conquistados por los chichimecas. Se cree que los últimos olmeca-xicallancas fueron a vivir en las cercanías de Tabasco.

## Mitología
Según la mitología, los olmeca-xicallanca son originarios de Chicomoztoc (Siete cuevas) y son descendientes de Iztac Mixcoatl, que tuvo seis hijos con su esposa Ilancueitl. Cada uno de ellos pobló un área de México. El tercero y el cuarto, Ulmecatl y Xicalancatl, fueron los progenitores de los olmeca-xicallanca. Estos cruzaron las montañas y los volcanes y fueron a instalarse a la zona de Cuernavaca, Chalco y Cholula.
Varias fuentes entremezclan el origen de los pueblos Olmecas-Xicalancas con el Chicomoztoc y el origen de los Mexicas. El argumento base es que ambos tienen ancestros comunes y hablaban la misma lengua. Sin embargo las contradicciones entre las fuentes y su escasez no permite llegar a una conclusión definitiva.

## Organización social
Como el resto de pueblos de Mesoamérica, los olmeca-xicallanca eran una federación de pueblos aliados entre sí, cada uno con su propia provincia. Se cree que Cholula estaba gobernada por parejas de sacerdotes-reyes. Uno de ellos tenía el emblema del jaguar, la tierra, y el otro, el águila, el cielo, y residían en el templo de Quetzalcoatl. Al proceder de una región llena de grandes ríos, en Tabasco y Campeche, adoraban todo lo relacionado con el agua.

## Cacaxtla
En el altiplano central mexicano, se atribuye a uno de estos grupos la edificación de Cacaxtla en el actual Estado de Tlaxcala. Cacaxtla es un conjunto arquitectónico integrado por cinco cuerpos sobrepuestos (aún no estudiados del todo), situado en una loma que domina un valle dentro del municipio de Natívitas, a 19 kilómetros al suroeste de la ciudad de Tlaxcala. 
Cacaxtla destaca por su impresionante conjunto mural, uno de los más extensos y en mejor estado de conservación de toda Mesoamérica. La palabra Cacaxtla se deriva del náhuatl cacaxtli, que significa “instrumento utilizado para cargar mercancías” (especie de canasto entretejido de raíces y varas donde los comerciantes y tamemes llevaban las mercaderías a sus espaldas). Esto se representa claramente en el mural del Templo Rojo, donde se aprecia un hombrecillo con caparazón de tortuga y su cargamento llamado cacaxtli; de ahí el nombre de esta zona arqueológica.